# Militärmedaille (Spanien)

Medalla Militar

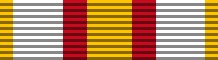
Bandschnalle

Die Militärmedaille (spanisch Medalla Militar) ist eine spanische militärische Tapferkeitsauszeichnung, welche am 29. Juni 1918 durch Alfons XIII. König von Spanien in einer Stufe gestiftet wurde. Sie wird seitdem unabhängig vom Rang an Angehörige der Spanischen Streitkräfte sowie unter gleichen Voraussetzungen auch an Ausländer für herausragende Leistungen vor dem Feind verliehen.

## Aussehen und Trageweise
Die Medaille in ihrer ersten Form hatte einen Durchmesser von 42 mm, die heutige misst 37 mm. Sie zeigt auf ihrem Avers in einem 25 mm durchmessenden Mittelfeld eine weibliche Figur mit Engelsflügeln, die an der Göttin Victoria erinnert. Sie stützt sich dabei mit der linken Hand auf einen Schild mit einem mittigen Löwenkopf. In ihrer Rechten hält sie einen Lorbeerkranz. Die ganze Symbolik spielt am Ufer eines Meeres, dessen Horizont gerade die Sonne untergeht. In den Wellen des Meeres ist die Herstellerbezeichnung Egana eingeprägt. Der Rand der Medaille bildet eine Kartusche, die seitlich zwei Löwen zeigt und ihrer oberen Mitte eine Kastelle aus dem Wappen Spaniens. Verbunden sind diese Symbole von einem linksseitigen Lorbeer- und rechtsseitigen Eichenlaubkranz, die sich beide an ihrer unteren Seite in einem Spruchband vereinen. Auf ihm steht AL VALOR MUY DISTINGUIDO (Für außergewöhnliche Tapferkeit). Das Revers zeigt den unveränderte Rand der Medaille wie auf der Vorderseite. Anstatt der Inschrift auf dem Avers, ist das Spruchband jedoch leer und wird nachträglich mit dem Grund der Verleihung graviert. Im Mittelstück ist das Wappen Spaniens zu sehen, das vor einem Johannesadler mit Heiligenschein abgebildet ist. Links und rechts des Adlers liegen die beiden Herkulessäulen. Unter der rechten Säule ist ein sternförmiges OIbejekt zu erkennen, dass an das Symbol der Falange (Joch und Pfeile) erinnert. Unter der linken Säule ist der Unternehmensname zu finden.
Getragen wurde die Medaille an der linken oberen Brustseite des Beliehenen an einem zunächst 28 mm, heute 35 mm breiten weißen Band, dessen gelber Saum 1 mm breit ist. In die Mitte des Bandes ist ein rot-gelb-roter senkrechter Mittelstreifen eingewebt, der die Nationalfarben widerspiegelt. Das mittige Rot ist dabei 4,5 mm breit.

## Sonstiges
Die Medaille wurde im Zuge des Spanischen Bürgerkriegs u. a. an folgende Angehörige der Legion Condor verliehen:
- Wilhelm Ritter von Thoma
- Walter Oesau
- Adolf Galland
- Werner Mölders
- Hermann Hogeback
- Rudolf Freiherr von Moreau